# Marocaulus angulosus
Marocaulus angulosus là một loài bọ cánh cứng trong họ Cerambycidae.